# زاکاریا گنونه‌تسی
زاکاریا گنونه‌تسی (ارمنی: Զաքարիա Գնունեցի؛ انگلیسی: Eriskopos Gnuneats Zakaria زادهٔ - درگذشته) سده ح. ۱۶ام میلادی، شاعر اهل ارمنستان بود.

## زندگی‌نامه
وی در سده ح. ۱۶ام میلادی در روستای خژیژ در ساحل دریاچه وان به دنیا آمد. وی در سده ح. ۱۶ام میلادی درگذشت.

## نگارخانه

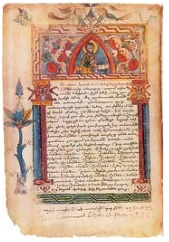
«Խորան»
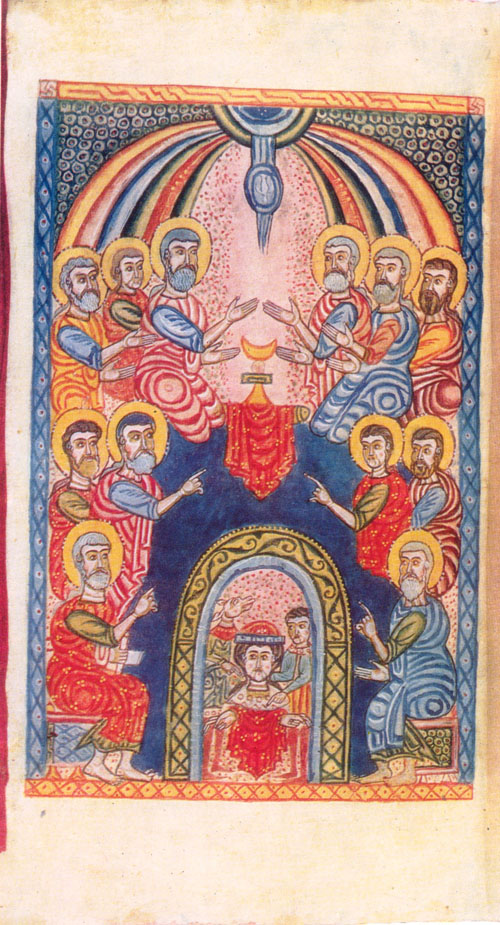
«Հոգեգալուստ»
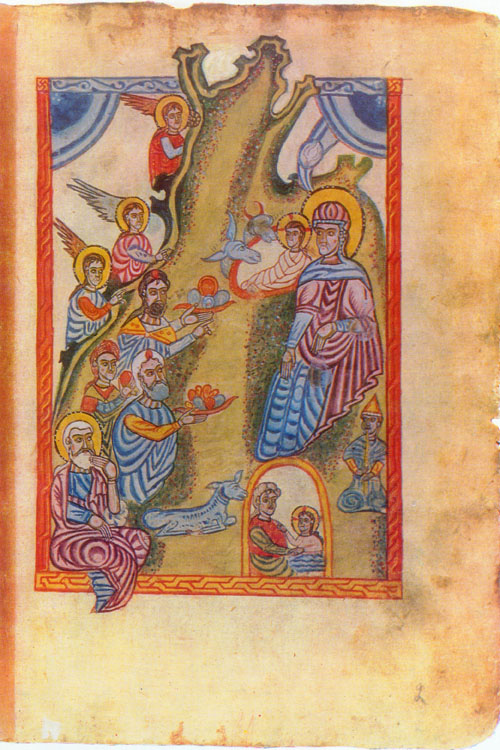
«Հիսուս Քրիստոսի ծնունդը և մոգերի երկրպագությունը»